# Teatr im. Łesia Kurbasa we Lwowie
Teatr im. Łesia Kurbasa we Lwowie, właściwie Lwowski Akademicki Teatr im. Łesia Kurbasa – ukraiński teatr dramatyczny założony w 1988 roku we Lwowie.

## Historia
Lwowski Teatr Kurbasa został założony w 1988 roku przez ukraińskiego reżysera Wołodymira Kuczyńskiego i grupę młodych aktorów. Od początku istnienia teatr zdobył liczne nagrody na festiwalach teatralnych na Ukrainie i zagranicą, między innymi Grand Prix festiwali: „Złoty Lew” we Lwowie (1989, 1994, 2000), Festiwalu Czechowa w Moskwie (1996), „Słowiańska Korna” w Moskwie (1997), „Sibiu” w Rumunii (1998), Międzynarodowego Festiwalu Teatralnego KONTAKT w Polsce (Toruń, 1998), „Butrint” w Albanii (2001), „Sztuki Chersonese” (1994, 2001), „Bosfor Agon” na Krymie (2001, 2002, 2006), „Stobie” w Macedonii (2002) i innych.
Teatr został nagrodzony jedną z pierwszych Nagród im. Wasyla Stusa za „wybitne osiągnięcia w swojej dziedzinie oraz zajmowanie jasnego stanowiska publicznego w ukraińskiej przestrzeni kulturowej”. W 2006 roku otrzymał Narodową Nagrodę im. Tarasa Szewczenki, zaś w 2007 status „akademicki”. Od 1994 roku organizuje Międzynarodowy Festiwal Teatralny „Teatr: Metoda i Praktyka”, który jest członkiem IETM (International Network for Contemporary Performing Arts).
Ponadto przy Teatrze Kurbasa działa Akademia Teatralna, która wykształciła wiele pokoleń aktorów i artystów teatru. Uczelnia wykorzystuje szereg technik teatralnych i szkoleń psychofizyki aktora, współpracuje m.in. z Centro di Lavoro di Jerzy Grotowski (Włochy), Moskiewską Szkołą Sztuki Dramatycznej Anatolija Wasiliewa (Rosja), Ośrodkiem Praktyk Teatralnych „Gardzienice” (Polska) Saratoga Civic Theatre (Stany Zjednoczone). Organizowała również cykl wykładów i warsztatów na Yale, Uniwersytecie Columbia w Nowym Jorku oraz University of Pennsylvania.
W budynku teatru mieściło się dawne „Casino de Paris”, które zostało otwarte w 1909 roku.